# Soib Qurbonov
Soib Qurbonov, (* 3. února 1988) je uzbecký zápasník-judista.

## Sportovní kariéra
Připravuje se v Taškentu. V uzbecké reprezentaci se pohybuje od roku 2013 v polotěžké váze. V roce 2016 se nekvalifikoval na olympijské hry v Riu, ale obsadil nevyužitou kvalifikační kvótu za Oceánskou judistickou unii jako první nepostupující judista s nejvyšším počtem nasbíraných bodů. Na olympijských hrách v Riu jeho snažení ukončil hned v prvním kole Ukrajinec Artem Blošenko na ippon.

### Vítězství
- 2013 - 1x světový pohár (Taškent)

## Výsledky
| Turnaj            | 2013           | 2014           | 2015           | 2016           |
| Turnaj            | 25             | 26             | 27             | 28             |
| Turnaj            | polotěžká váha | polotěžká váha | polotěžká váha | polotěžká váha |
| ----------------- | -------------- | -------------- | -------------- | -------------- |
| Olympijské hry    |                |                |                | úč.            |
| Mistrovství světa | 5.             | úč.            | —              |                |
| Mistrovství Asie  | —              |                | —              | 2.             |